# Liga Futsal de 1998
A Liga Futsal de 1998 é a 3.ª edição do principal torneio de futebol de salão do Brasil, à época organizado pela Confederação Brasileira de Futsal (CBFS). Nos dias atuais, corresponde oficialmente à Liga Nacional de Futsal.
Com seis federações representadas, a terceira temporada se encerrou com um retorno do troféu ao Rio Grande do Sul: competindo pela primeira vez com time próprio, a Ulbra conquistou o título. O baixo desempenho da primeira fase foi superado com a liderança isolada na fase seguinte e o triunfo diante do melhor ataque da competição (General Motors) na semifinal. Na decisão, duas vitórias contra Carlos Barbosa para vencer a segunda final gaúcha do torneio.
Eliminados na semifinal, General Motors e Iate Clube conquistaram a terceira e quarta colocação, respectivamente. Os sul-caetanenses também registraram a maior goleada da competição: 14 a 1 sobre o ASBAC.

## Fórmula de disputa

### Primeira fase
Na primeira fase, os 10 clubes se distribuíram em dois grupos, confrontando-se em dois turnos. A pontuação seguiu o sistema tradicional: 3 pontos por vitória, 1 ponto por empate e 0 por revés. O último colocado de cada grupo não avançou à fase seguinte. Em caso de empate na classificação, os critérios considerados foram, na ordem: número de vitórias, gols marcados e gols sofridos.

### Segunda fase
As oito equipes classificadas foram distribuídas em outros dois grupos, desta vez classificando apenas líderes e vices. A fórmula de disputa foi idêntica à da fase anterior, porém com apenas quatro clubes por grupo.

### Fase final
O líder de cada grupo enfrentou o vice-líder do grupo contrário nas semifinais, em partidas de ida e volta — com a equipe de melhor campanha exercendo mando no segundo jogo. Os vencedores avançaram para a final, igualmente disputada em duas partidas. Em caso de vitórias alternadas ou dois empates, o confronto seria decidido via prorrogação comum, sem gol de ouro.

## Participantes
| Equipe           | Parceria(s)    | Cidade             | Estado | 1997 | Títulos (último) |
| ---------------- | -------------- | ------------------ | ------ | ---- | ---------------- |
| ASBAC            | Crefisul       | Brasília           | DF     | —    | 0 (não possui)   |
| Atlético Mineiro | Pax de Minas   | Belo Horizonte     | MG     | 1.º  | 1 (1997)         |
| Blumenau         | BTV e Dalponte | Blumenau           | SC     | —    | 0 (não possui)   |
| Carlos Barbosa   | —              | Carlos Barbosa     | RS     | 3.º  | 0 (não possui)   |
| Corinthians      | Reiplas        | São Paulo          | SP     | 8.º  | 0 (não possui)   |
| General Motors   | Chevrolet      | São Caetano do Sul | SP     | 4.º  | 0 (não possui)   |
| Iate Clube       | Kaiser         | Rio de Janeiro     | RJ     | —    | 0 (não possui)   |
| Minas            | Speed System   | Belo Horizonte     | MG     | 10.º | 0 (não possui)   |
| Tio Sam          | Gym Center     | Niterói            | RJ     | 9.º  | 0 (não possui)   |
| Ulbra            | —              | Canoas             | RS     | —    | 0 (não possui)   |

- O atual Blumenau Futsal não corresponde à equipe que disputou esta edição.[5]

## Primeira fase

### Grupo A
| Pos | Equipe         | Pts | J | V | E | D | GP | GC | SG  | %  | Classificação                     |
| --- | -------------- | --- | - | - | - | - | -- | -- | --- | -- | --------------------------------- |
| 1   | Carlos Barbosa | 16  | 8 | 5 | 1 | 2 | 41 | 25 | +16 | 67 | Classificados para a segunda fase |
| 2   | Minas          | 15  | 8 | 5 | 0 | 3 | 46 | 32 | +14 | 63 | Classificados para a segunda fase |
| 3   | Corinthians    | 13  | 8 | 4 | 1 | 3 | 31 | 32 | -1  | 55 | Classificados para a segunda fase |
| 4   | Iate Clube     | 13  | 8 | 4 | 1 | 3 | 30 | 36 | -6  | 55 | Classificados para a segunda fase |
| 5   | Blumenau       | 1   | 8 | 0 | 1 | 7 | 26 | 49 | -23 | 5  | Eliminado na primeira fase        |

#### Resultados
Na horizontal, os resultados como mandante. Na vertical, os resultados como visitante.
|                | BLU | ACBF | COR  | IATE | MIN |
| -------------- | --- | ---- | ---- | ---- | --- |
| Blumenau       | —   | 1-5  | 3-5  | 3-5  | 3-7 |
| Carlos Barbosa | 9-6 | —    | 6-2  | 7-2  | 7-3 |
| Corinthians    | 2-2 | 4-1  | —    | 5-3  | 2-1 |
| Iate Clube     | 7-3 | 4-4  | 4-3  | —    | 3-2 |
| Minas          | 9-5 | 3-2  | 11-7 | 9-2  | —   |

### Grupo B
| Pos | Equipe           | Pts | J | V | E | D | GP | GC | SG  | %  | Classificação                     |
| --- | ---------------- | --- | - | - | - | - | -- | -- | --- | -- | --------------------------------- |
| 1   | Atlético Mineiro | 17  | 8 | 5 | 2 | 1 | 34 | 22 | +12 | 71 | Classificados para a segunda fase |
| 2   | Tio Sam          | 13  | 8 | 4 | 1 | 3 | 34 | 36 | -2  | 55 | Classificados para a segunda fase |
| 3   | General Motors   | 9   | 8 | 2 | 3 | 3 | 46 | 35 | +11 | 38 | Classificados para a segunda fase |
| 4   | Ulbra            | 9   | 8 | 2 | 3 | 3 | 33 | 34 | -1  | 38 | Classificados para a segunda fase |
| 5   | ASBAC            | 7   | 8 | 2 | 1 | 5 | 25 | 45 | -20 | 30 | Eliminado na primeira fase        |

#### Resultados
Na horizontal, os resultados como mandante. Na vertical, os resultados como visitante.
|                  | ASBAC | CAM | GM  | TIO | ULB |
| ---------------- | ----- | --- | --- | --- | --- |
| ASBAC            | —     | 2-2 | 7-3 | 4-7 | 7-3 |
| Atlético Mineiro | 5-1   | —   | 3-2 | 9-3 | 3-3 |
| General Motors   | 14-1  | 5-6 | —   | 9-5 | 7-7 |
| Tio Sam          | 5-3   | 1-2 | 3-3 | —   | 3-1 |
| Ulbra            | 6-0   | 5-4 | 3-3 | 5-7 | —   |

## Segunda fase

### Grupo C
| Pos | Equipe         | Pts | J | V | E | D | GP | GC | SG  | %  | Classificação                   |
| --- | -------------- | --- | - | - | - | - | -- | -- | --- | -- | ------------------------------- |
| 1   | Ulbra          | 13  | 6 | 4 | 1 | 1 | 23 | 17 | +6  | 73 | Classificados para a fase final |
| 2   | Carlos Barbosa | 12  | 6 | 4 | 0 | 2 | 24 | 19 | +5  | 67 | Classificados para a fase final |
| 3   | Tio Sam        | 10  | 6 | 3 | 1 | 2 | 26 | 23 | +3  | 56 | Eliminados na segunda fase      |
| 4   | Corinthians    | 0   | 6 | 0 | 0 | 6 | 10 | 24 | -14 | 0  | Eliminados na segunda fase      |

#### Resultados
Na horizontal, os resultados como mandante. Na vertical, os resultados como visitante.
|                | ACBF | COR | TIO | ULB |
| -------------- | ---- | --- | --- | --- |
| Carlos Barbosa | —    | 2-1 | 5-2 | 8-6 |
| Corinthians    | 2-4  | —   | 4-6 | 0-4 |
| Tio Sam        | 5-4  | 6-2 | —   | 4-4 |
| Ulbra          | 3-1  | 2-1 | 4-3 | —   |

### Grupo D
| Pos | Equipe           | Pts | J | V | E | D | GP | GC | SG  | %  | Classificação                   |
| --- | ---------------- | --- | - | - | - | - | -- | -- | --- | -- | ------------------------------- |
| 1   | Iate Clube       | 16  | 6 | 5 | 1 | 0 | 40 | 26 | +14 | 89 | Classificados para a fase final |
| 2   | General Motors   | 10  | 6 | 3 | 1 | 2 | 33 | 25 | +8  | 56 | Classificados para a fase final |
| 3   | Atlético Mineiro | 5   | 6 | 1 | 2 | 3 | 26 | 33 | -7  | 28 | Eliminados na segunda fase      |
| 4   | Minas            | 3   | 6 | 1 | 0 | 5 | 36 | 51 | -15 | 17 | Eliminados na segunda fase      |

#### Resultados
Na horizontal, os resultados como mandante. Na vertical, os resultados como visitante.
|                  | CAM | GM  | IATE | MIN  |
| ---------------- | --- | --- | ---- | ---- |
| Atlético Mineiro | —   | 5-5 | 2-6  | 4-6  |
| General Motors   | 5-2 | —   | 4-5  | 11-5 |
| Iate Clube       | 5-5 | 3-1 | —    | 11-8 |
| Minas            | 6-8 | 5-7 | 6-10 | —    |

## Fase final
|  | Semifinais | Semifinais     | Semifinais     | Semifinais |   |    | Final | Final | Final | Final |
|  |            |                |                |            |   |    |       |       |       |       |
|  | 1C         | Ulbra          | 2              | 3 (3)      |   |    |       |       |       |       |
|  | 2D         | General Motors | 3              | 2 (2)      |   |    |       |       |       |       |
|  |            |                |                |            |   | S1 | Ulbra | 5     | 6     |       |
|  |            | S2             | Carlos Barbosa | 1          | 2 |    |       |       |       |       |
|  | 1D         | Iate Clube     | 3              | 3          |   |    |       |       |       |       |
|  | 2C         | Carlos Barbosa | 4              | 3          |   |    |       |       |       |       |

## Premiação
| Liga Futsal de 1998       |
| ------------------------- |
|                           |
| Ulbra Campeã (1.º título) |

### Seleção do campeonato
| Pos.         | Vencedor          | Equipe           |
| ------------ | ----------------- | ---------------- |
| Goleiro      | Serginho          | Iate Clube       |
| Fixo         | André             | General Motors   |
| Ala direito  | Manoel Tobias     | Atlético Mineiro |
| Ala esquerdo | Fininho           | Carlos Barbosa   |
| Pivô         | Índio             | Ulbra            |
| Técnico      | Fernando Ferretti | General Motors   |

### Prêmios individuais
| Prêmio         | Vencedor | Vencedor | Equipe         |
| -------------- | -------- | -------- | -------------- |
| Melhor jogador | Fininho  | Fininho  | Carlos Barbosa |
| Artilheiro     | Índio    | 25 gols  | Ulbra          |

## Classificação final
| Pos | Equipe           | Pts | J  | V  | E | D | GP | GC | SG  | %  | Classificação               |
| --- | ---------------- | --- | -- | -- | - | - | -- | -- | --- | -- | --------------------------- |
| 1   | Ulbra            | 31  | 18 | 9  | 4 | 5 | 75 | 61 | +14 | 58 | Campeão                     |
| 2   | Carlos Barbosa   | 32  | 18 | 10 | 2 | 6 | 75 | 61 | +14 | 60 | Vice-campeão                |
| 3   | General Motors   | 22  | 16 | 6  | 4 | 6 | 86 | 68 | +18 | 46 | Eliminados nas semifinais   |
| 4   | Iate Clube       | 30  | 16 | 9  | 3 | 4 | 76 | 69 | +7  | 63 | Eliminados nas semifinais   |
| 5   | Tio Sam          | 23  | 14 | 7  | 2 | 5 | 60 | 59 | +1  | 55 | Eliminados na segunda fase  |
| 6   | Atlético Mineiro | 22  | 14 | 6  | 4 | 4 | 60 | 55 | +5  | 53 | Eliminados na segunda fase  |
| 7   | Minas            | 18  | 14 | 6  | 0 | 8 | 82 | 83 | -1  | 43 | Eliminados na segunda fase  |
| 8   | Corinthians      | 13  | 14 | 4  | 1 | 9 | 41 | 56 | -15 | 31 | Eliminados na segunda fase  |
| 9   | ASBAC            | 7   | 8  | 2  | 1 | 5 | 25 | 45 | -20 | 30 | Eliminados na primeira fase |
| 10  | Blumenau         | 1   | 8  | 0  | 1 | 7 | 26 | 49 | -23 | 5  | Eliminados na primeira fase |